# Archanara jaeschkei
Archanara jaeschkei är en fjärilsart som beskrevs av Warnecke 1929. Archanara jaeschkei ingår i släktet Archanara och familjen nattflyn. Inga underarter finns listade i Catalogue of Life.